# Булацели
Булаце́ли — русский дворянский род.

## Происхождение и история рода
Первый представитель в России, полковник Варлам Тихонович (1680—1755), сын молдавского боярина Тихона Булацеля (XVII в.), вступил в русское подданство при Елизавете Петровне и получил обширные земли в Харьковском наместничестве.

## Представители рода
- Илья Варламович Булацел, генерал-майор — родоначальник харьковских Булацелей.
- Григорий Варламович Булацел, полковник, был в 1767 году избран депутатом в комиссию о сочинении проекта нового Уложения, а в 1778 году назначен на место губернаторского товарища в Новороссийскую канцелярию.
- Афанасий Булацель, подполковник лейб-гвардии Кавалергардского полка, 18.01.1830 жалован дипломом на потомственное дворянское достоинство.
- Мария Ильинична Булацел в 1868 году, в морганатическом браке с принцем Николаем Петровичем Ольденбургским, получила титул графини Остенбургской для себя и своего потомства.
- Булацел, Павел Фёдорович (1867—1919) — русский националист, юрист, общественный деятель, журналист.
- Булацел, Георгий Викторович (1875—1918) — подполковник русской армии, военный советник в финской Красной Гвардии.

## Описание герба
В щите, имеющем золотое поле изображена в латах согбенная рука, держащая лук и стрелу, копьём вверх обращенную.
Щит увенчан дворянскими шлемом и короной со страусовыми перьями. Намёт на щите золотой, подложенный красным и голубым.